# Orthogonioptilum subueleense
Orthogonioptilum subueleense is een vlinder uit de familie van de nachtpauwogen (Saturniidae). De wetenschappelijke naam van de soort werd in 1972 gepubliceerd door Pierre Claude Rougeot.